# Rząd Vioriki Dăncili
Rząd Vioriki Dăncili – rząd Rumunii funkcjonujący od 29 stycznia 2018 do 4 listopada 2019.
W wyborach parlamentarnych z grudnia 2016 zdecydowane zwycięstwo odniosła Partia Socjaldemokratyczna (PSD), która zawarła koalicję z Sojuszem Liberałów i Demokratów (ALDE). Ugrupowania te ostatecznie współtworzyły od stycznia 2017 rząd Sorina Grindeanu. Kilka miesięcy później premier utracił poparcie swojego ugrupowania. W czerwcu 2017 dotychczasowi koalicjanci powołali rząd Mihaia Tudosego. W styczniu 2018 również ten premier utracił poparcie PSD i jej lidera Liviu Dragnei, po czym złożył rezygnację z pełnionej funkcji. Obowiązki premiera przejął tymczasowo minister Mihai-Viorel Fifor.
W tym samym miesiącu PSD i jej liberalny koalicjant zgłosiły kandydaturę eurodeputowanej Vioriki Dăncili na stanowisko nowego premiera Rumunii. 17 stycznia prezydent Klaus Iohannis desygnował ją na ten urząd. 29 stycznia 2018 parlament udzielił rządowi wotum zaufania. Tego samego dnia członkowie gabinetu zostali zaprzysiężeni przez prezydenta, rozpoczynając urzędowanie. W sierpniu 2019 partia ALDE opuściła koalicję rządową.
10 października tegoż roku parlament uchwalił wobec rządu wotum nieufności, a 4 listopada 2019 zaaprobował tworzony przez liberałów rząd Ludovika Orbana, który tego samego dnia rozpoczął urzędowanie.

## Skład rządu
- Premier: Viorica Dăncilă (PSD)[14]
- Wicepremier, minister rozwoju regionalnego i administracji publicznej: Paul Stănescu (PSD, do stycznia 2019), Vasile-Daniel Suciu (PSD, od lutego 2019)
- Wicepremier ds. współpracy międzynarodowej: Ana Birchall (PSD, do lipca 2019), Mihai-Viorel Fifor (PSD, od lipca 2019)
- Wicepremier, minister środowiska: Grațiela-Leocadia Gavrilescu (ALDE, do sierpnia 2019)
- Wicepremier: Viorel Ștefan (PSD, do czerwca 2019)
- Minister spraw wewnętrznych: Carmen Daniela Dan (PSD, do lipca 2019), Nicolae Moga (PSD, w lipcu 2019)
- Minister spraw zagranicznych: Teodor Meleșcanu (ALDE, do lipca 2019), Ramona Mănescu (bezp., od lipca 2019)
- Minister obrony narodowej: Mihai-Viorel Fifor (PSD, do listopada 2018), Gabriel-Beniamin Leș (PSD, od listopada 2018)
- Minister finansów publicznych: Eugen Teodorovici (PSD)
- Minister sprawiedliwości: Tudorel Toader (bezp., do kwietnia 2019), Ana Birchall (PSD, od czerwca 2019)
- Minister rolnictwa i rozwoju wsi: Petre Daea (PSD)
- Minister edukacji narodowej: Valentin Popa (PSD, do września 2018), Ecaterina Andronescu (PSD, od listopada 2018 do sierpnia 2019)
- Minister pracy i sprawiedliwości społecznej: Lia-Olguța Vasilescu (PSD, do listopada 2018), Marius-Constantin Budăi (PSD, od listopada 2018)
- Minister gospodarki: Dănuț Andrușcă (PSD, do listopada 2018), Niculae Bădălău (PSD, od listopada 2018)
- Minister energii: Anton Anton (ALDE, do sierpnia 2019)
- Minister transportu: Lucian Șova (PSD, do stycznia 2019), Alexandru-Răzvan Cuc (PSD, od lutego 2019)
- Minister ds. biznesu, handlu i przedsiębiorczości: Ștefan-Radu Oprea (PSD)
- Minister zdrowia: Sorina Pintea (PSD)
- Minister kultury i tożsamości narodowej: George Ivașcu (bezp., do listopada 2018), Valer-Daniel Breaz (PSD, od listopada 2018)
- Minister gospodarki wodnej i leśnictwa: Ioan Deneș (PSD)
- Minister badań naukowych i innowacji: Nicolae Burnete (PSD, do sierpnia 2018), Nicolae Hurduc (PSD, od października 2018)
- Minister łączności i społeczeństwa informacyjnego: Petru-Bogdan Cojocaru (PSD, do listopada 2018), Alexandru Petrescu (od listopada 2018)
- Minister młodzieży i sportu: Ioana Bran (PSD, do listopada 2018), Bogdan Matei (PSD, od listopada 2018)
- Minister turystyki: Bogdan Trif (PSD)
- Minister ds. diaspory: Natalia-Elena Intotero (PSD, do kwietnia 2019 i od czerwca 2019)
- Minister ds. kontaktów z parlamentem: Viorel Ilie (ALDE, do sierpnia 2019)
- Minister ds. funduszy europejskich: Rovana Plumb (PSD, do kwietnia 2019), Roxana Mînzatu (PSD, od czerwca 2019)
- Minister delegowany ds. europejskich: Victor Negrescu (PSD, do listopada 2018), George Ciamba (PSD, od listopada 2018)